# Chad and Jeremy

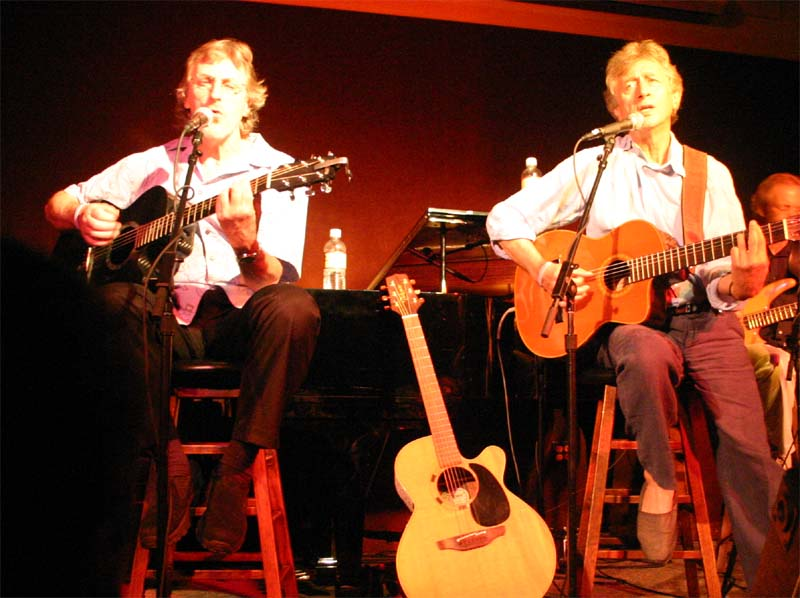
Chad and Jeremy en 2005.

Chad and Jeremy est un duo anglais de rock formé de Chad Stuart (né le 10 décembre 1943 en Angleterre et mort le 20 décembre 2020) et de Jeremy Clyde (né le 22 mars 1941 à Dorney, Buckinghamshire). Formé vers 1963, le duo se sépare en 1967 après un certain nombre de succès au hit-parade tels que Yesterday's Gone, A Summer Song ou Distant Shores.

## Membres
- Chad Stuart : voix, guitare, piano, cithare, etc.
- Jeremy Clyde : voix, guitare.

## Discographie

### Singles
| Année | Chanson                         | UK Singles Charts | Canada RPM 100 | U.S. Hot 100 |
| ----- | ------------------------------- | ----------------- | -------------- | ------------ |
| 1964  | Yesterday's Gone                | 37                | -              | 21           |
| 1964  | Like I Love You Today           | -                 | -              | -            |
| 1964  | A Summer Song                   | -                 | 6              | 7            |
| 1964  | Willow Weep For Me              | -                 | 13             | 15           |
| 1965  | If I Loved You                  | -                 | 16             | 23           |
| 1965  | What Do You Want With Me?       | -                 | 5              | 51           |
| 1965  | Before And After                | -                 | -              | 17           |
| 1965  | I Have Dreamed                  | -                 | -              | 91           |
| 1965  | From A Window                   | -                 | -              | 97           |
| 1965  | I Don't Wanna Lose You, Baby    | -                 | 13             | 35           |
| 1965  | September in the Rain           | -                 | -              | -            |
| 1966  | Teenage Failure                 | -                 | -              | -            |
| 1966  | Distant Shores                  | -                 | 16             | 30           |
| 1966  | You Are She                     | -                 | -              | 87           |
| 1967  | Painted Dayglow Smile           | -                 | -              | -            |
| 1968  | Sister Marie                    | -                 | -              | -            |
| 1969  | Paxton Quigley's Had The Course | -                 | -              | -            |
| 1983  | Zanzibar Sunset                 | -                 | -              | -            |

### Albums
- Yesterday's Gone (1964)
- Sing For You (1965)
- Before and After (1965)
- I Don't Want To Lose You Baby (1965)
- Distant Shores (1966)
- Of Cabbages and Kings (1967)
- The Ark (1968)
- Three in the Attic (1969)
- Ark-eology (2008)